# بارنابی کی
بارنابی کی (انگلیسی: Barnaby Kay؛ زادهٔ ۹ آوریل ۱۹۶۹) بازیگر اهل بریتانیا است. وی از سال ۱۹۹۳ میلادی تاکنون مشغول فعالیت بوده‌است.
از فیلم‌ها یا برنامه‌های تلویزیونی که وی در آن نقش داشته‌است، می‌توان به اسکار و لوسیندا، توطئه، پنج، ترفندهای نو، دکتر هو، شهر هالبی، آدمکشان میدسامر، مأموران مخفی، شاهد خاموش، تلفات، شکسپیر عاشق، کارت‌پخش‌کن و رخنه‌گر اشاره کرد.